# ヌエベ・デ・フリオ (巡洋艦)
ヌエベ・デ・フリオ（ARA Nueve de Julio, C-5）は、アルゼンチン海軍の巡洋艦。アメリカ海軍のブルックリン級軽巡洋艦「ボイシ」を、アルゼンチンが購入し再就役させたものであった。

## 前歴
本艦は、1938年8月にアメリカ・バージニア州ニューポート・ニューズのニューポート・ニューズ造船所でアメリカ海軍ブルックリン級軽巡洋艦「ボイシ」 (USS Boise, CL-47) として建造された。その後、太平洋戦争において日本海軍との戦闘で活躍し、大戦終結後の1946年7月にアメリカ海軍を退役した。

## アルゼンチン海軍での就役
退役後、保管状態にあった「ボイシ」は1951年1月11日にアルゼンチンへ売却され、その後アルゼンチンの独立記念日である7月9日にちなみ「ヌエベ・デ・フリオ」（ARA Nueve de Julio, C-5）としてアルゼンチン海軍に就役した。
アルゼンチン海軍での任務中、フアン・ペロン大統領を打倒した1955年のクーデター（リベルタドーラ革命）に参加した。この際、1955年9月19日に「ヌエベ・デ・フリオ」は 駆逐艦戦隊とともにマル・デル・プラタの石油貯蔵所と軍事施設を砲撃している。1956年3月15日の演習中に、姉妹艦「ヘネラル・ベルグラノ」(元「フェニックス」)に衝突され、双方が損傷を受けた。
「ヌエベ・デ・フリオ」は1971年5月に退役し、プエルト・ベルグラノ海軍基地に係留された。1970年代半ばまでに、ネズミが蔓延る艦は朽ち果て、荒れるがままに放棄された状態にあった。
1976年3月から少なくとも同年12月まで、「ヌエベ・デ・フリオ」は監獄船になっていたことが知られている。当時の軍事独裁政権による悪名高い白色テロ（汚い戦争）において、秘密拘置所の一つとして用いられた。多くの船室は独房に改造され、拉致された被拘禁者たちはここで数日から数ヶ月間、劣悪な環境の中で監禁され、海軍警察本部で拷問が行われた。艦内で少なくとも一人の子供が生まれたが、その消息は杳として知れない。
「ヌエベ・デ・フリオ」は1977年10月31日に除籍され、部品は「ヘネラル・ベルグラノ」の整備に使用されたという。艦体は1981年6月28日に売却された。その際の書類では、本艦をテキサス州ブラウンズビルに係留して博物館船に改造することになっていた。しかしながら、それは履行されず日本に曳航され、1983年にスクラップとして解体された。姉妹艦「ヘネラル・ベルグラノ」は、フォークランド紛争中の1982年5月2日にイギリス海軍の原子力潜水艦「コンカラー」によって撃沈された。